# NGC 3539
NGC 3539 é uma galáxia lenticular (S0) localizada na direcção da constelação de Ursa Major. Possui uma declinação de +28° 40' 21" e uma ascensão recta de 11 horas, 09 minutos e 08,8 segundos.
A galáxia NGC 3539 foi descoberta em 13 de Abril de 1831 por John Herschel.